# The Shakespeare Code
"The Shakespeare Code" (intitulado "O Código Shakespeare" no Brasil) é o segundo episódio da terceira temporada da série de ficção científica britânica Doctor Who, transmitido originalmente através da BBC One em 7 de abril de 2007. Foi escrito por Gareth Roberts e dirigido por Charles Palmer.
No episódio, o alienígena viajante do tempo conhecido como o Doutor (David Tennant) leva sua nova acompanhante Martha Jones (Freema Agyeman) em sua primeira viagem no tempo e no espaço. Eles chegam em 1599 perto do Globe Theatre em Southwark, onde encontram o dramaturgo William Shakespeare (Dean Lennox Kelly), que é enfeitiçado por três Carrionites semelhantes a bruxas para reescrever o final de sua peça Trabalhos de Amor Conquistados para que a performance crie as palavras certas para libertar o resto da raça de sua prisão.
De acordo com os números da BARB, o episódio foi visto por 7,23 milhões de telespectadores e foi a quinta transmissão mais popular na televisão britânica naquela semana. Teve uma crítica majoritariamente positiva, destacando as atuações dos atores convidados e o tema do poder das palavras.

## Enredo
O Doutor, que havia prometido levar Martha em uma viagem, a leva para uma apresentação de Trabalhos de Amor Perdidos no Globe Theatre em Southwark em 1599. No final da peça, William Shakespeare anuncia uma sequência intitulada Trabalhos de Amor Conquistados. Uma bruxa chamada Lilith usa uma boneca de vodu para influenciar Shakespeare a declarar que a nova peça estrearia na noite seguinte. Quando Lynley, o mestre de cerimônias, exige ver o roteiro antes de permitir que a peça prossiga, Lilith mergulha um boneco de vodu feita de seu cabelo em um balde de água e o esfaqueia no peito, o que causa sua morte. Lilith então obriga Shakespeare a escrever um estranho parágrafo conclusivo para Trabalhos de Amor Conquistados antes de voar para longe em uma vassoura.
De manhã, o Doutor, Martha e Shakespeare seguem para o Globe Theatre, onde o Doutor pergunta por que o teatro tem 14 lados. Eles decidem visitar seu arquiteto, Peter Streete, no Bethlem Hospital, onde o encontram em um estado catatônico. O Doutor o ajuda a revelar que as bruxas ditaram o formato tetradecagonal do Globe para ele. Lilith, junto de suas mães Doomfinger e Bloodtide, observam isso através de seu caldeirão, e Doomfinger se teletransporta para a cela e mata Peter com um toque. O Doutor identifica as bruxas como Carrionites, uma espécie cuja magia é baseada no poder das palavras que lhes permite manipular energia psíquica. Ao pronunciar o nome Carrionite, o Doutor é capaz de repeli-la.
O Doutor deduz que os Carrionites pretendem usar as palavras de poder em Trabalhos de Amor Conquistados para libertar sua espécie de sua prisão. Ele confronta Lilith, que explica que as três bruxas foram libertadas de seu banimento pelas palavras geniais de Shakespeare depois que ele perdeu seu filho Hamnet. Lilith temporariamente para um dos dois corações do Doutor e voa para o Globe Theatre. Shakespeare não consegue impedir que a peça seja encenada e os atores proclamam as últimas falas. Deste modo, um portal se abre, permitindo que os Carrionites voltem ao universo. O Doutor diz a Shakespeare que somente ele pode encontrar as palavras para fechar o portal. O dramaturgo improvisa uma curta estrofe rimada, mas fica preso para uma palavra final até que Martha sugere Expelliarmus. As Carrionites ficam presos em uma bola de cristal que o Doutor tranca na TARDIS e todas as cópias de Trabalhos de Amor Conquistados são sugadas para o portal que se fecha.

### Continuidade
Shakespeare já foi visto pelo Primeiro Doutor e seus companheiros conversando com a Rainha Elizabeth I na tela de seu Visualizador de Tempo-Espaço em The Chase (1965). O Quarto Doutor também menciona tê-lo conhecido em Planet of Evil (1975). Em City of Death (1979) ele afirma que ajudou a transcrever o manuscrito original de Hamlet; e em The Mark of the Rani (1985) o Sexto Doutor diz: "Eu devo vê-lo novamente algum dia". O produtor Russell T Davies e o roteirista Gareth Roberts declararam que estavam cientes dessas referências anteriores ao encontro com Shakespeare, mas que elas não seriam mencionadas nem contraditas no episódio. Roberts acrescentou que, embora um rascunho inicial de "The Shakespeare Code" contivesse "uma referência à City of Death", ela foi removida porque "era tão dissimulada que teria sido um pouco confusa para os fãs que o reconhecessem e confusa para todo o resto".
No final do episódio, o Doutor encontra-se com Elizabeth I e ela diz que ele é seu "inimigo jurado". Posteriormente ele sugere ter se casado com ela na primeira parte de "The End of Time" (2009), o que foi mostrado no especial "The Day of the Doctor" (2013), quando eles se casam acidentalmente enquanto o Doutor rastreia um Zygon.

## Produção
As filmagens do episódio ocorreram de 23 de agosto a 15 de setembro de 2006. A produção começou no Upper Boat Studios em Trefforest para as cenas na Casa Torta. A produção então continuou por uma semana de filmagens noturnas, começando em Coventry, incluindo o Hospital Ford, por uma noite, antes de se mudar para o Hospital Lord Leycester em Warwick. As cenas ambientadas no Globe Theatre foram então parcialmente filmadas no local real em Londres. Além do Newport Indoor Market, onde as cenas em Bedlam foram recriadas no porão, o restante das filmagens ocorreu no Upper Boat Studios para as cenas ambientadas no Elephant Inn, seções do Globe Theatre e as cenas na TARDIS.
O final com a Rainha Elizabeth foi ideia de Russell T Davies, que disse a Roberts para "torná-lo um pouco como o final do áudio-drama The One Doctor, da Big Finish Productions, também escrito por Roberts.
Os efeitos especiais do episódio foram feitos pelo estúdio The Mill, que criou os efeitos especiais em todos os episódios de Doctor Who desde seu retorno em 2005. A grande quantidade de trabalho CGI necessária foi principalmente para o clímax do episódio. Na SFX Magazine n.º 152, o produtor Phil Collinson chamou esse episódio de "o mais caro de todos os tempos", devido à grande quantidade de CGI e filmagens em Warwick, Coventry e Londres.[carece de fontes?]

## Transmissão e recepção
O episódio foi transmitido pela primeira vez às 19h do dia 7 de abril de 2007. Foi visto por 7,2 milhões de espectadores e foi o décimo quarto programa mais assistido da semana.
"The Shakespeare Code", junto com "Smith and Jones" e "Gridlock", foi lançado em DVD em 21 de maio de 2007. Foi então relançado como parte do boxset da terceira temporada em novembro de 2007.
Scott Matthewman do The Stage deu a "The Shakespeare Code" uma crítica majoritariamente positiva, destacando as performances dos convidados e o tema do poder das palavras. Dek Hogan do Digital Spy achou o enredo "absurdo", mas elogiou os valores de produção e os efeitos especiais. Ele especulou que poderia gostar mais ao assisti-lo novamente mais tarde, depois de ter se acostumado com Martha. Nick Setchfield, escrevendo para a SFX Magazine, concedeu ao episódio cinco de cinco estrelas, achando a produção "confiante". Ele elogiou a atuação, o roteiro "espirituoso" e o conceito da aparência de bruxa Carrionites. O crítico do IGN Travis Fickett avaliou o episódio com 7,2 de 10. Ele achou o enredo "direto", mas ainda disse que foi divertido com uma boa atuação de Kelly como Shakespeare.